# TrueSpace
TrueSpace fue una aplicación informática libre de creación de gráficos y animación 3D desarrollada por Caligari Corporation.
La empresa fue fundada en 1985 por Romano Ormandy. En 1994 la versión 1.0 se introdujo a la plataforma Windows. A principios de 2008 la empresa fue adquirida por Microsoft y el programa pasó a ser libre.
Historial de versiones: 1.0, 2.0, 3.1, 4.2, 5.2, 6.5, 6.6, 7.0, 7.1, 7.6.
El 19 de mayo de 2009, se anunció que TrueSpace quedaba suspendido definitivamente.

## Descripción
Truespace fue uno de los programas de diseño 3D más potentes. El usuario se mueve por un espacio renderizado con una interfaz de usuario muy intuitiva y personalizable, con múltiples funciones. Permite crear y modelar cualquier tipo de objeto, colorearlo, añadirle atributos físicos, animarlo, etc. También ofrece una amplia gama de objetos ya creados y escenas que irán bien para empezar con el programa.

## Características (basadas en la versión 7.6)
El programa contiene miles de opciones como añadir viento físico, varios tipos de luz y efectos, cámaras virtuales, animador facial, también se puede escoger el tipo de material que podremos atribuir a cualquier objeto como goma, hierro, madera etc y entonces hacer una simulación. Los "primitivos" son los polígonos básicos que nos da el programa, como un cilindro, un cubo, un plano, una aro, una esfera y un cono, algunos en NURBS o metaballs, también cuenta con cilindros y cubos redondeados. Cuenta con un motor de física renovado y detección de colisiones. Una de las características más distintivas de TrueSpace es su interfaz, utilizando principalmente los widgets 3D comunes para la mayoría de operaciones de edición, con la posibilidad de escoger APIs como Direct X o OpenGL o ver en "alambres". En las posibilidades del programa hay la creación de animaciones y visualizaciones realistas de iluminación mediante el uso de la radiosidad, HDRI, deformaciones orgánicas, funciones de modelado con polígonos y curvas (NURBS), superficies de subdivisión y metaballs. Además de su formato original, trueSpace también puede importar y exportar varios tipos de modelos. También podremos añadirle muchas herramientas.
TrueSpace soportaba los siguientes formatos: SCN, COB, SOB, WRL 1.0, GZ, WRZ, DXF, 3DS, ASC, PRJ, LWO, OBJ, LWB, IOB, GEO, STL.